# Montaigut-sur-Save
Montaigut-sur-Save (em occitano:  Montagut de Sava) é uma comuna francesa na região administrativa da Occitânia, no departamento do Alto Garona. Estende-se por uma área de 12.65 km², com 1.760 habitantes, segundo o censo de 2018, com uma densidade de 140 hab/km².